# Dayton (Idaho)
Dayton è una città (city) degli Stati Uniti d'America, situata nella contea di Franklin, nello Stato dell'Idaho.